# Cầu vượt Linh Xuân
Cầu vượt Linh Xuân là một cầu vượt cạn tại thành phố Thủ Đức, Thành phố Hồ Chí Minh. Cầu nằm ở Ngã tư Linh Xuân, giao giữa các đường Phạm Văn Đồng, Hoàng Cầm và Đỗ Mười (thuộc Quốc lộ 1A).
Cầu được khởi công năm 2001 với tổng kinh phí đầu tư gần 40 tỉ đồng, và thông xe ngày 25 tháng 4 năm 2003. Cầu dài 125,35m, rộng 18,5m, tải trọng 30 tấn và hiện chỉ cho phép xe ô tô trở lên lưu thông.
Ngã tư Linh Xuân là điểm kết thúc của đường Phạm Văn Đồng và là điểm bắt đầu của đường Hoàng Cầm (thuộc Quốc lộ 1K), là một trong những cửa ngõ lớn ở phía đông Thành phố Hồ Chí Minh.
Cầu vượt và ngã tư Linh Xuân là một trong những nút giao thường xuyên ùn tắc tại Thành phố Hồ Chí Minh, khi xung quanh khu vực là các khu công nghiệp và khu chế xuất, như Khu công nghiệp Sóng Thần, Khu chế xuất Linh Trung, Khu công nghiệp Bình Đường,… với hàng vạn công nhân và người dân lưu thông mỗi ngày. Nút giao này còn có tần suất tai nạn lớn do lưu lượng xe lớn và các phương tiện đổ dốc khi xuống nút giao dưới hầm cầu vượt, cùng với nạn “đinh tặc” phổ biến tại đây.